# 海尔纳德韦切
海尔纳德韦切，是匈牙利包尔绍德-奥包乌伊-曾普伦州所辖的一个村。总面积16.94平方公里，总人口973，人口密度57.4人/平方公里（2011年1月1日）。